# Istenszülő elszenderedése fatemplom (Kapocsány)
A kapocsányi Istenszülő elszenderedése fatemplom műemlékké nyilvánított épület Romániában, Bihar megyében. A romániai műemlékek jegyzékében a  BH-II-m-A-01138 sorszámon szerepel.